# Djävul i en blå klänning
Djävul i en blå klänning (engelska: Devil in a Blue Dress) är en amerikansk neo noir mysteriefilm från 1995 i regi av Carl Franklin. I huvudrollerna ses Denzel Washington, Tom Sizemore, Jennifer Beals och Don Cheadle. Filmen utspelar sig i Los Angeles år 1948.

## Rollista i urval
- Denzel Washington - Ezekiel "Easy" Rawlins
- Tom Sizemore - DeWitt Albright
- Jennifer Beals - Daphne Monet
- Don Cheadle - Mouse Alexander
- Maury Chaykin - Matthew Terell
- Terry Kinney - Todd Carter
- Mel Winkler - Joppy
- Albert Hall - Degan Odell
- Lisa Nicole Carson - Coretta James
- Jernard Burks - Dupree Brouchard
- David Wolos-Fonteno - Junior Fornay
- John Roselius - Detective Mason, LAPD
- Beau Starr - Detective Jack Mille, LAPD
- Steven Randazzo - Benny Giacomo
- Scott Lincoln - Richard McGee
- L. Scott Caldwell - Hattie May Parsons
- Barry Shabaka Henley - Woodcutter